# Ligne 77 (Infrabel)
La ligne 77 est une ancienne ligne de chemin de fer belge qui reliait Zelzate à Eeklo. Concédée à la Compagnie du chemin de fer d'Eecloo à Anvers. Ouverte en 1867 et 1873, elle ferme par sections entre 1940 et 2008.

## Historique

### Genèse
En 1864 est concédé un chemin de fer de Lokeren à Zelzate, non loin de la frontière hollandaise, qui constituera un prolongement utile à la ligne de Lokeren à Termonde du Chemin de fer Dendre-et-Waes, offrant un accès aux port et Terneuzen, où déchargent alors les navires ne pouvant remonter l'Escaut. Il est fait mention que ce chemin de fer devait originellement se prolonger entre Assenede et le port hollandais de Breskens, et du fait que la ligne devait permettre de circonvenir au péage sur l'Escaut, imposé par les Pays-Bas aux navires marchands à destination d'Anvers après la révolution de 1830. Cette taxe avait toutefois été abolie en 1863.
En 1866, la Compagnie du chemin de fer d'Eecloo à Anvers obtient en concession un chemin de fer devant relier Eeklo à la rive gauche de l'Escaut, en face d'Anvers. La gare anversoise se trouvera soit à côté de la gare d'Anvers (Vlaamse Hoofd) du chemin de fer d'Anvers à Gand et la ligne croisera celles des compagnies de Gand-Terneuzen, Lokeren à Zelzate et Malines-Terneuzen.
L'année suivante, elle met sa concession entre les mains de la Société générale d'exploitation de chemins de fer (SGE) qui doit réaliser les travaux de construction, exécutés par la Compagnie des bassins houillers du Hainaut dont l'actionnaire majoritaire est l'homme d'affaire Simon Philippart.
Dès 1870, l’État belge démantèle la SGE en rachetant 601 km de lignes, construites ou projetées, mais charge simultanément les Bassins Houillers de réaliser les lignes non encore achevées ainsi qu'un nouveau lot de lignes nouvelles, le tout pour le compte de l’État. Les lignes des Flandres (en particulier la Flandre-Occidentale) ne sont pas concernées par la vague de rachats.
Le projet final prévoit que les lignes de ces deux compagnies seront construites en tronc commun entre Moerbeke et Zelzate, franchissant par un pont le canal Gand-Terneuzen qui n'est alors qu'une voie navigable au gabarit bien inférieur à aujourd'hui. La Compagnie de Lokeren à la frontière des Pays-Bas réalisera aussi la section jusqu'à Assenede[réf. souhaitée].

### Mise en service
La ligne de Zelzate à Lokeren, via Moerbeke, est mise en service en premier le 25 mars 1867. La même compagnie inaugure en 1869 les 4 km vers Assenede[réf. souhaitée].
La section d'Eeklo à Assenede, future Ligne 55A (Infrabel) ligne 55A est mise en service le 15 avril 1871 ; le prolongement vers Zelzate est utilisé depuis 1869 par la Compagnie de Lokeren à Zelzate[réf. nécessaire] qui a également réalisé la section vers Moerbeke-Waes que le chemin de fer en direction d'Anvers partagera.
Le 20 octobre 1873, le Chemin de fer d'Eecloo à Anvers est complété par une nouvelle section — faisant partie de la ligne 77 — entre Moerbeke et Saint-Gilles-Waes, où elle se rattache à la ligne du Malines-Terneuzen, non loin de Saint-Nicolas.
La ligne n'atteindra cependant jamais Anvers, si ce n'est par le biais de la section Saint-Nicolas - Anvers (rive gauche) de la ligne ligne d'Anvers (rive gauche) à Gand, mise à l'écartement normal par l'État en 1897.
La déroute financière du groupe constitué par Philippart conduit à la faillite des Bassins Houillers et à la dissolution du syndicat regroupant les dernières concessions. L'Administration des chemins de fer de l'État belge, future SNCB, reprend celle d'Anvers-Eecloo le 1er juillet 1878.
L'élargissement progressif du Canal de Terneuzen entraîne le creusement d'un nouveau tronçon au centre de Zelzate. Le pont de 1867 est désaffecté 10 ans plus tard au profit d'un nouveau pont tournant situé au-delà de la confluence entre les deux bras. Le pont d'origine reste néanmoins utilisé pour la desserte d'industries situées sur l’île ainsi formée.
En 1910, afin de dégager le passage aux navires de haute mer, le pont tournant de 1877 est détruit et remplacé par un large pont-bascule situé en amont, imposant un détour aux trains.
La destruction du pont par les Allemands en 1918 met fin au trafic en direction d'Anvers et Lokeren jusqu'en 1928. Une gare appelée Zelzate-Canal est créée sur le tracé de 1877 pour permettre aux voyageurs de continuer leur trajet vers Zelzate par leurs propres moyens ; la gare de Zelzate restant utilisée pour les trains circulant sur l'autre rive (ligne Gand-Terneuzen et Eeklo-Zelzate).
Le pont détruit en 1910 est finalement remplacé par un nouveau pont-bascule. Sa destruction en 1940 coupe définitivement l'axe entre Eeklo et le Pays de Waes. Les trains venant d'Eeklo ont leur terminus à Zelzate tandis que ceux venant de Saint-Gilles-Waes ou Lokeren s'arrêtent de l'autre côté du canal.
La ligne 55A ferme aux voyageurs le 1er août 1950. Une partie est démontée dans les années 1960.
Sur la ligne 77, les trains de voyageurs sont suspendus le 10 mai 1952. La section de Sint-Gillis à Kemzeke est démantelée en 1956.
Après-guerre, l'élargissement du canal Gand-Terneuzen provoque l'abandon de l'ancienne gare de Zelzate et la modification du tracé de la ligne 55A, qui se raccorde à celle du chemin de fer de Gand à Terneuzen (ligne 55) sur la nouvelle rive gauche du canal. Conséquence de la disparition de l'ancien canal, qui est remblayé, les trains venant des lignes 77 et 77A peuvent à nouveau atteindre les industries de Zelzate (rive droite du nouveau canal) après 1965. Aucun pont ferroviaire n'est prévu pour traverser le nouveau canal. À la place, une ligne nouvelle vers Gand (ligne  est réalisée sur la rive droite.)
Des trains venant de la ligne 204 continuent à emprunter une partie de l'ancienne ligne 77 jusqu'à la gare de Zelzate, continuant sur un vestige de la ligne 55 (ancien tracé) pour desservir une usine de Goudron. Cette section fermera en 1990.
La section de Kemzeke à Moerbeke ferme en 1970. Un chemin asphalté est réalisé sur l'ancienne voie.
Jusqu'en 2008, la section entre la bifurcation de la ligne 204 et Moerbeke-Waes est utilisée pour desservir l'usine sucrière. La fermeture de cette sucrerie entraîne la suppression de ce dernier vestige de la ligne.